# Lady Carmela
Die Lady Carmela ist eine Ro-Pax-Fähre der italienischen Reederei Gestour. Die Fähre wurde 1977 für die AG Ems als Emsland für eine Fährlinie zwischen Eemshaven in den Niederlanden und Esbjerg in Dänemark gebaut.

## Geschichte
Das Schiff wurde von der AG Ems für einen neu einzurichtenden Fährdienst zwischen Eemshaven und Esbjerg bestellt. Die Reederei wollte damit Fuhrunternehmen die Möglichkeit geben, das Sonntagsfahrverbot in Deutschland zu umgehen sowie den durch nationale Konzessionen erschwerten Lkw-Verkehr zwischen den Beneluxländern und Dänemark erleichtern.
Das Schiff wurde bei der Usuki-Tekkosho-Werft in Japan bestellt. Die Werft hatte im Vergleich zu anderen Werften, darunter auch verschiedene Werften in Norddeutschland, ein deutlich günstigeres Angebot abgegeben (japanische Werften versuchten damals, durch günstige Angebote auf dem europäischen Markt Fuß zu fassen – so hatte die Werft den Bau für umgerechnet rund 8 Mio. DM angeboten, während die Angebote deutscher Werften bei 24 Mio. DM lagen).
Die Kiellegung des Schiffes fand am 7. Februar 1977, der Stapellauf am 30. April 1977 statt. Während der Ausrüstung des Schiffes wurde deutlich, dass das Schiff hinten wesentlich schwerer als vorne war und dadurch eine deutliche Schräglage hatte. Zur Behebung des Problems wurden der Hilfsdieselmotor in Richtung Bug verlagert sowie der hintere Salon demontiert und zur Reduzierung des Gewichts aus Aluminium neu aufgebaut. Durch die Umbauten wurde das Problem aber nicht vollständig behoben und das Schiff blieb hecklastig.
Das Schiff wurde am 3. August 1977 an die AG Ems abgeliefert. Die Überführungsfahrt nach Emden dauerte vom 4. August bis zum 8. September des Jahres. Nach der Überführung wurden bei den Nordseewerken in Emden weitere Mängel am Schiff beseitigt. So mussten u. a. die Bullaugen auf dem unteren Deck entfernt werden, die im beladenen Zustand unter Wasser gelegen hätten. Außerdem stellte sich heraus, dass die Bugrampe des Schiffes zu kurz war, so dass im Hafen die landseitige Rampe auf die Rampe des Schiffs gelegt werden musste.
Im Herbst 1977 wurde der Fährverkehr zwischen Eemshaven und Esbjerg aufgenommen. Nachdem sich 1978 die Rechtslage für Lkw-Verkehre aus den Beneluxländern geändert hatte, wurde die Linie wegen sinkender Nachfrage wieder eingestellt. Das Schiff wurde zunächst in Emden aufgelegt; nach einigen Quellen wurde es auch für einige Zeit von der Reederei Deilmann zwischen Neustadt und Rønne eingesetzt. Von August bis Dezember 1978 wurde das Schiff von der Harle-Reederei Warrings für Butterfahrten ab Eemshaven eingesetzt. Für den Einsatz wurde das Autodeck des Schiffes zu einem Supermarkt umgebaut. Im Anschluss an die Beschäftigung wurde das Schiff erneut aufgelegt.
Im Mai 1979 wurde das Schiff an die spanische Reederei Islena de Navegacion (ISNASA) verchartert, die es im Mittelmeer zwischen Algeciras und der spanischen Exklave Ceuta einsetzte. Auch dieser Einsatz dauerte nur einige Monate. Ende November 1979 wurde das Schiff erneut in Emden aufgelegt.
1984 verkehrte das Schiff ab Anfang Mai für rund vier Wochen in Charter der französischen Reederei Emeraude Ferries zwischen Saint-Malo und den Kanalinseln Jersey und Guernsey, nachdem deren Fährschiff Solidor auf Grund gelaufen war und dadurch einige Zeit ausfiel. Anschließend setzte die AG Ems das Schiff im Fährverkehr zwischen Emden und Borkum ein.
1985 folgte von Juni bis August ein Chartereinsatz für die schwedische Reederei AB Ölandsborg, die das Schiff zwischen Borgholm in Schweden und Rønne auf Bornholm einsetzte. Einmal wöchentlich verkehrte das Schiff auch zwischen Rønne und Travemünde. Nach dem Auslaufen der Charter wurde das Schiff wiederum in Emden aufgelegt.
Im Januar 1986 wurde das Schiff für rund 25 Mio. Kronen an die 1985 gegründete, norwegische Reederei Scandi Line verkauft. Die Reederei setzte das in Bohus umbenannte und unter die Flagge Norwegens gebrachte Schiff ab Mitte März 1986 zwischen Sandefjord in Norwegen und Strömstad in Schweden ein. Das Schiff erwies sich recht bald als zu klein und wurde im Mai 1988 durch die deutlich größere Bohus II ersetzt. In der Folge wurde es an die norwegische Reederei Saltens verchartert, die es zwischen Ystad und Rønne einsetzen wollte. Der Einsatz wurde aber nicht realisiert und die Fähre im Frühjahr 1989 an die britische Reederei Weymouth Marine Services verchartert. Weymouth Marine Services setzte das Schiff ab Mai des Jahres als St. Julien im Fährverkehr zwischen Weymouth und den Kanalinseln Alderney und Guernsey ein. Aufgrund von Problemen mit den Charterzahlungen wurde der Chartervertrag gekündigt und das Schiff im Oktober 1989 von der Linie abgezogen. Scandi Line verkaufte das Schiff an Bornholm Express, die es ab Mai 1990 als Östersjön unter schwedischer Flagge zwischen Ystad und Rønne einsetzte.
Im März 1992 wurde die Fähre an die zur italienischen Reederei Corsica Ferries gehörende Reederei Elba Ferries verkauft. Für die Überführung ins Mittelmeer wurde das Schiff in Jon umbenannt. Elba Ferries setzte das Schiff als Elba Nova unter der Flagge Italiens zwischen Piombino und Portoferraio auf der Insel Elba ein. Von Oktober 1994 bis März 1995 fuhr es erneut für Emeraude Lines von Saint-Malo nach Jersey und Guernsey. Anschließend wurde es in La Spezia aufgelegt.
1998 wurde die Fähre an die spanische Reederei Isleña Marítima de Contenedores (ISCOMAR) verkauft. Neuer Name des nun unter der Flagge Spaniens betriebenen Schiffs wurde Nura Nova. Die Reederei setzte das Schiff zwischen Alcúdia auf Mallorca und Ciutadella auf Menorca ein. Im November 2016 wurde das Schiff in einer Versteigerung von Formentera Cargo übernommen, nachdem ISCOMAR die Fährverbindung zuvor eingestellt hatte. Im Februar 2017 wurde es an die Reederei Trasmediterránea verchartert, die damit die Fähre Alcantara Dos ersetzte. Das Schiff verkehrte weiter zwischen Alcúdia und Ciutadella.
Anfang 2019 wurde die Fähre an die italienische Reederei Gestour verkauft. Sie wird von der Reederei als Lady Carmelia zwischen Neapel und den der Küste vorgelagerten Inseln eingesetzt.

## Technische Daten und Ausstattung
Das Schiff wird von zwei Viertakt-Sechszylinder-Dieselmotoren des japanischen Motorenherstellers Niigata (Typ: 6MG31EZ) mit jeweils 1470 kW Leistung angetrieben. Die Motoren wirken über Untersetzungsgetriebe auf jeweils einen Festpropeller. Das Schiff ist mit einem elektrisch angetriebenen Bugstrahlruder mit 230 kW Leistung ausgerüstet.
Für die Stromerzeugung an Bord stehen zwei Generatoren mit jeweils 625 kVA Scheinleistung zur Verfügung, die jeweils von einem Dieselmotor (Typ: 6UAL-UT) angetrieben werden. Darüber hinaus steht ein Notgenerator mit 75 kVA Scheinleistung zur Verfügung, der ebenfalls von einem Dieselmotor (Typ: 6CT8.3G) angetrieben wird.
Das Schiff war zunächst für 800 Passagiere zugelassen. Für 20 Passagiere standen Pullmanbetten zur Verfügung, die während des Werftaufenthaltes bei den Nordseewerken vor der Aufnahme des Fährverkehrs zwischen Eemshaven und Esbjerg in Kabinen im hinteren Bereich des Schiffes eingebaut wurden.
Das durchgehende Fahrzeugdeck ist über eine Bug- und eine Heckrampe zu erreichen. Vor der Bugrampe befindet sich ein nach oben öffnendes Bugvisier. Die Fahrzeugkapazität des Schiffes war zunächst mit 75 Pkw angegeben. 1993 wurden auf dem Autodeck Hängedecks eingebaut, mit denen die Kapazität auf 107 Pkw erhöht wurde. Trasmediterránea vermarktete das Schiff mit einer Kapazität von 300 Passagieren und 150 Pkw auf 200 Spurmetern. Bei Gestour wird die Kapazität der Fähre mit 750 Passagieren und 60 Pkw angegeben.
Über dem Fahrzeugdeck befindet sich das Deck mit den Einrichtungen für die Passagiere. Im vorderen Bereich des Schiffes befindet sich eine Cafeteria, im hinteren Bereich ein Selbstbedienungsrestaurant. Darüber befindet sich das Brückendeck mit der Kommandobrücke im vorderen Bereich des Schiffes.